# Al-Chajala asz-Szarkijja
Al-Chajala asz-Szarkijja – miejscowość w Syrii, w muhafazie Ar-Rakka. W 2004 roku liczyła 4457 mieszkańców.